# Rakouchka (kraï du Primorié)
Rakouchka (en russe : Ракушка), est un village du kraï du Primorié en Extrême-Orient russe. Il se trouve dans le raïon d'Olga, dans le sud-est du Primorié, et sa population s'élevait à 589 habitants au recensement de 2010.

## Géographie
La localité est située dans le kraï du Primorié, un sujet de l'Extrême-Orient de la Russie, en Mandchourie-Extérieure, autrefois chinoise (avant 1860), et se trouve dans le district fédéral Extrême-Oriental. Rakouchka est l'une des dix-neuf localités du raïon d'Olga, un raïon du sud-est du kraï. Son centre administratif est la commune urbaine d'Olga. La région est recouverte par les montagnes du Sikhote-Aline.
Rakouchka, comme tout le kraï du Primorié, est située dans le fuseau horaire MSK+7 (heure de Vladivostok). Le décalage horaire appliqué par rapport au temps universel coordonné est +10:00.
De 2004 à 2022, Rakouchka faisait partie de l'établissement rural de Vessioli Iar,.

## Histoire
Le village a été fondé en 1936.

## Démographie
Recensements (*) et estimations de la population,:
| 2002 * | 2010* | - | - |
| ------ | ----- | - | - |
| 653    | 589   | - | - |

En 2002, sur les 653 habitants, il y avait 87 % de Russes.